# Sehel
Sehel és una illa a poca distància al sud d'Assuan, de similar estructura a l'illa Elefantina, on el riu (la primera cascada, de fet uns ràpids) ha format roques en forma d'escultures. Fou utilitzada com a pedrera de granit. Els habitants de l'illa dedicaven el seu culte a la dea Anuket. A les roques hi ha inscripcions de l'Imperi nou i una dotzena de posteriors (període ptolemaic), repartits en dos turons de roca, a l'est el de Bibi Togug i a l'oest d'Hussein Togug. La gravació més coneguda és l'estela de la fam del temps de Djeser, quan després de pujades de poca importància la fam amenaçava el país i es feren pregàries als déus (els tres déus principals de la regió Knum, Satet i Anuket), el culte dels quals havia disminuït, i després d'això la pujada del riu de l'any següent ja fou bona.